# Francisco Copello
Francisco Copello Norero (Santiago, 21 de mayo de 1938-Santiago, 11 de mayo de 2006) fue un artista, grabador, instalador, performista, mimo y bailarín chileno de ascendencia italiana. Desarrollo principalmente su carrera artística en Italia y Estados Unidos donde vive durante 30 años, regresando a Chile de forma definitiva una década antes de su fallecimiento. Su obra es reconocida por un lenguaje corporal que atraviesa todo su producción artística en distintos formatos como collage, fotografía, grabado, perfomance y pintura.

## Biografía
Nacido en una familia de origen italiano, Francisco Copello realiza sus estudios de arte en la Academia de Bellas Artes de Florencia, Italia desde 1962 a 1966. Más tarde, continua sus estudios en el Pratt Graphic Center en Nueva York, Estados Unidos desde 1967 a 1968. Es precisamente en esa ciudad, donde funda, junto al artista y músico chileno Fernando Torm Studio F/Taller 69. En el que experimenta el grabado, el collage, la música y el arte corporal. 
Paralelamente realiza estudios en danza con la coreógrafa Laura Dean y participa en piezas teatrales de Robert Wilson entre 1971 y 1972.
En 1973, regresa a Chile para ser parte de la escena cultural que se estaba viviendo en Chile en la Unidad Popular, pero es discriminado por ser homosexual. De igual forma, y luego de varias conversaciones con el director del Museo de Bellas Artes, Nemesio Antúnez, logra convencerlo para realizar una performance llamada Pieza para locos, la cual no puede ser estrenada por el Golpe de Estado del 11 de septiembre de 1973 en Chile. Quedando solamente registros fotográficos de la obra de parte de Luis Poirot.
Tras el Golpe, en 1974 regresó a Italia, donde pudo desarrollar su trabajo en el ámbito del Body-Art en la ciudad de Milán, en la Galleria Diagrama en Genova, en la Escuela de Danza de Patrizia Carratu, en el teatro Dell'Opera y en el Centro Cultural Campetto 7. Transformándose en el primer artista en usar la bandera chilena como icono en su obra El mimo y la bandera. En su permanencia en ese país durante 10 años, sus acciones de arte pudieron ser registradas bajo destacados fotógrafos como Guiseppe Pino, Giovanna del Magro, Maurizio Buscarino y Giuliana Traverso.
Ya a mitad de la década de los 80',  en 1986 el artista regresa a Estados Unidos continuando sus exploraciones artísticas participando en compañías teatrales, proyectos fotográficos y de danza. Pudiendo ser parte también de la escena underground al participar de la filmación del videoclip Hello again dirigido por Andy Warhol.
Asimismo, funda un taller de impresiones llamado "Franck Copello Print Shop" el cual trabaja con artistas destacados como Wifredo Lam, Sandro Chia, Rainer Fetting, Mark Kostabi, Keith Haring, entre otros.
En su regreso a Chile en 1996, se desempeña como profesor en la Universidad de Chile en cursos sobre Body-Art y expresión corporal.
En 1999 realiza una exposición en el Museo Nacional de Bellas Artes de su obra total incluyendo grabados, fotografías, instalaciones, collages y videos, dando un testimonio sobre la experiencia de su trabajo artístico.
El 11 de mayo de 2006, Francisco Copello fallece a los 67 años en la ciudad de Santiago.

## Obras

### Performance
- La última cena (1971)
- El Mimo y la Bandera (1975-1976)
- Arauco (1977)
- Omaggio a Neruda (1978)
- Lana Turner (1983)
- Misa Negra (1998)

## Premios y reconocimientos
- Diploma Academia de Bellas Artes de Florencia Italia (1966)
- Beca New York Council on the Arts (1971)
- Premio Biennal de Noruega (1972)
- Nicolás Copérnico en Cracovia, Polonia (1972)
- Premio de la Crítica de Arte (1997)